# Al-Falaq
Al-Falaq (L'Alba) è la centotredicesima Sura del Corano, una sura meccana composta da 5 versetti. Questa sura è una supplica di protezione contro il male e le influenze negative, invitando i credenti a cercare rifugio in Dio dalle insidie del male.

## Contenuto
- Supplica di Protezione: La sura inizia con una supplica rivolta a Dio, chiedendo protezione contro il male di ciò che Egli ha creato.
- Descrizione del Male Oscuro: Viene descritto il male oscuro dell'oscurità notturna, simboleggiando le insidie nascoste e le influenze negative.
- Rifugio in Dio: Viene esortato a cercare rifugio in Dio, il Signore dell'Alba Nascente, per ottenere protezione contro il male e le influenze negative.

## Analisi
La Sura Al-Falaq è significativa perché offre una supplica di protezione contro il male e le influenze negative, invitando i credenti a cercare rifugio in Dio per ottenere sicurezza e protezione. Essa sottolinea l'importanza della fede e della preghiera nella protezione contro il male e invita i credenti a essere consapevoli delle insidie nascoste e a proteggersi attraverso la ricerca di rifugio in Dio. Inoltre, la sura è spesso recitata come parte delle preghiere quotidiane dei musulmani, sottolineando la sua importanza nel cercare protezione e sicurezza spirituale.